# Podul de piatră peste Cerna din Băile Herculane
Podul de piatră peste Cerna din Băile Herculane este un monument istoric aflat pe teritoriul orașului Băile Herculane.

## Descriere
A fost construit în anul 1865, an care este înscris pe una din bolțile de susținere a podului. Lungimea totală este de 36 m, cu o structură pe două bolți având deschideri diferite: 16,46 m cea mai mare și 11, 50 m, cea mai mică. Lățimea totală a podului este de 10 m, cu o lățime a căii de rulare auto de 6 m, cu două sensuri, iar trotuarul pentru pietoni este de 0,5 m. Parapetul ce mărginește trotuarul este construit din elemente ornamentale din fontă, la partea superioară.
Coridorul acoperit ce facilita accesul pietonal dinspre Hotel Franz Iosif și Baia Carolina (Hebe) are o lățime de 2,50 m. Acoperișul este din tablă, pe șarpantă din lemn, susținută pe stâlpi metalici, având elemente ornamentale din fontă, la partea superioară. Deasupra coridorului, la capătul dinspre Baia Hebe, se găsește o statuie de marmură, care o reprezintă pe Omfala, regina Lydiei (Regatul Lydia se întindea în vestul Anatoliei, din Turcia de astăzi), la care Hercules a slujit trei ani. Cu Omfala, Hercules a avut un fiu, pe Lamus. 

## Imagini

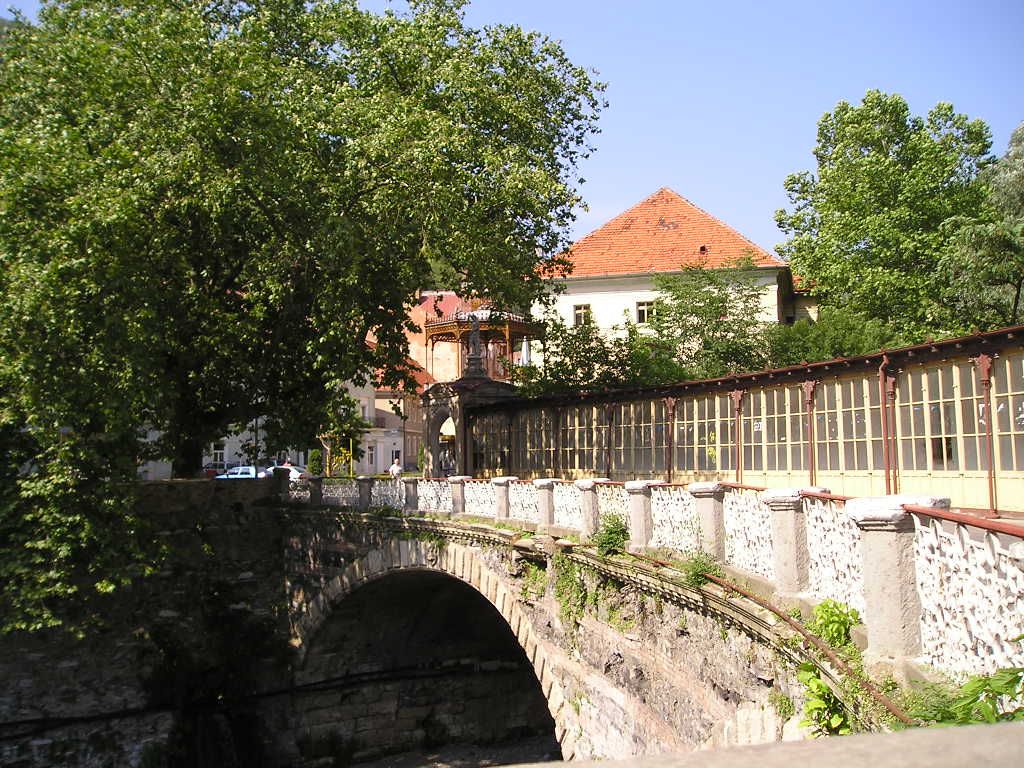
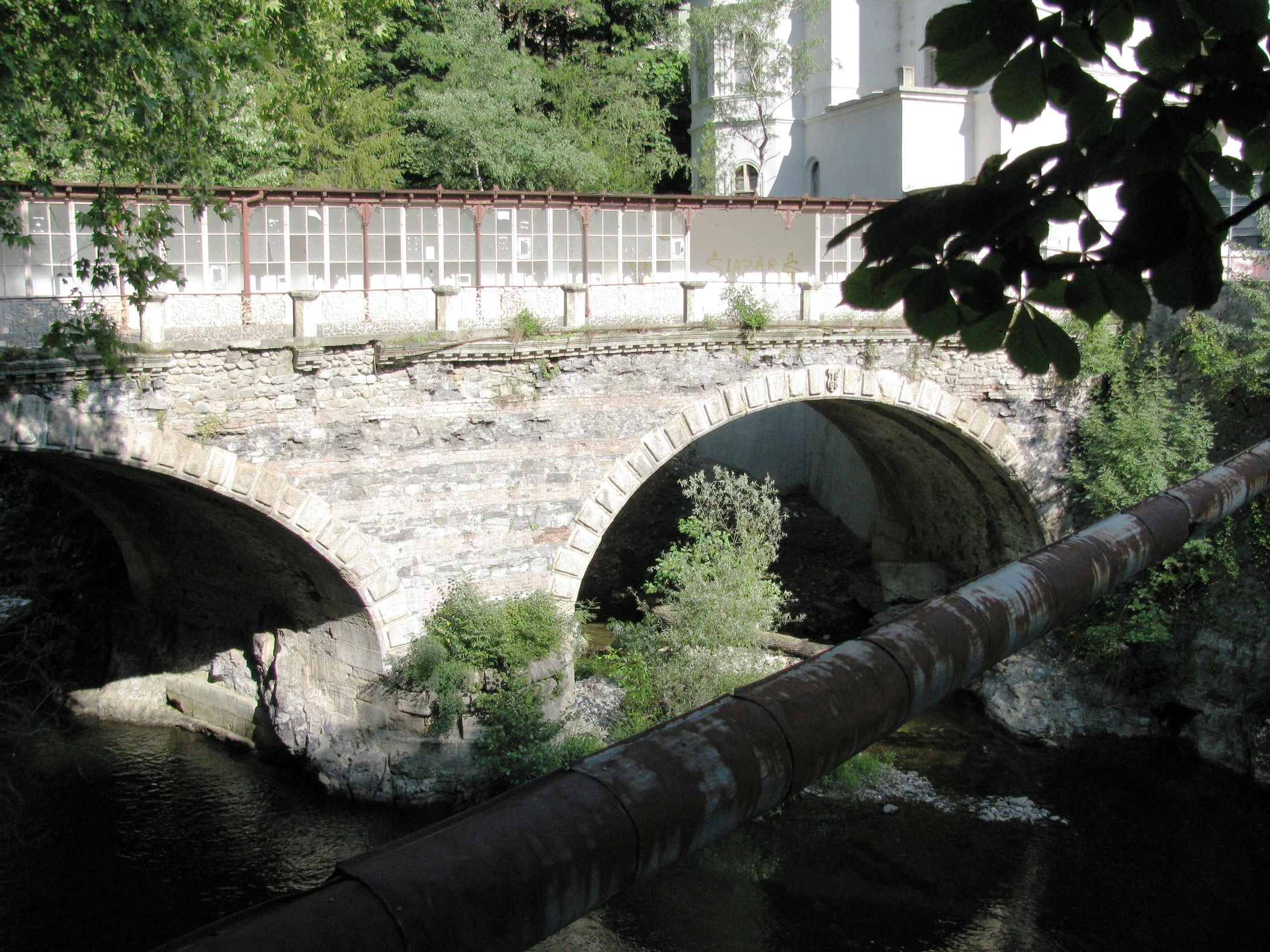
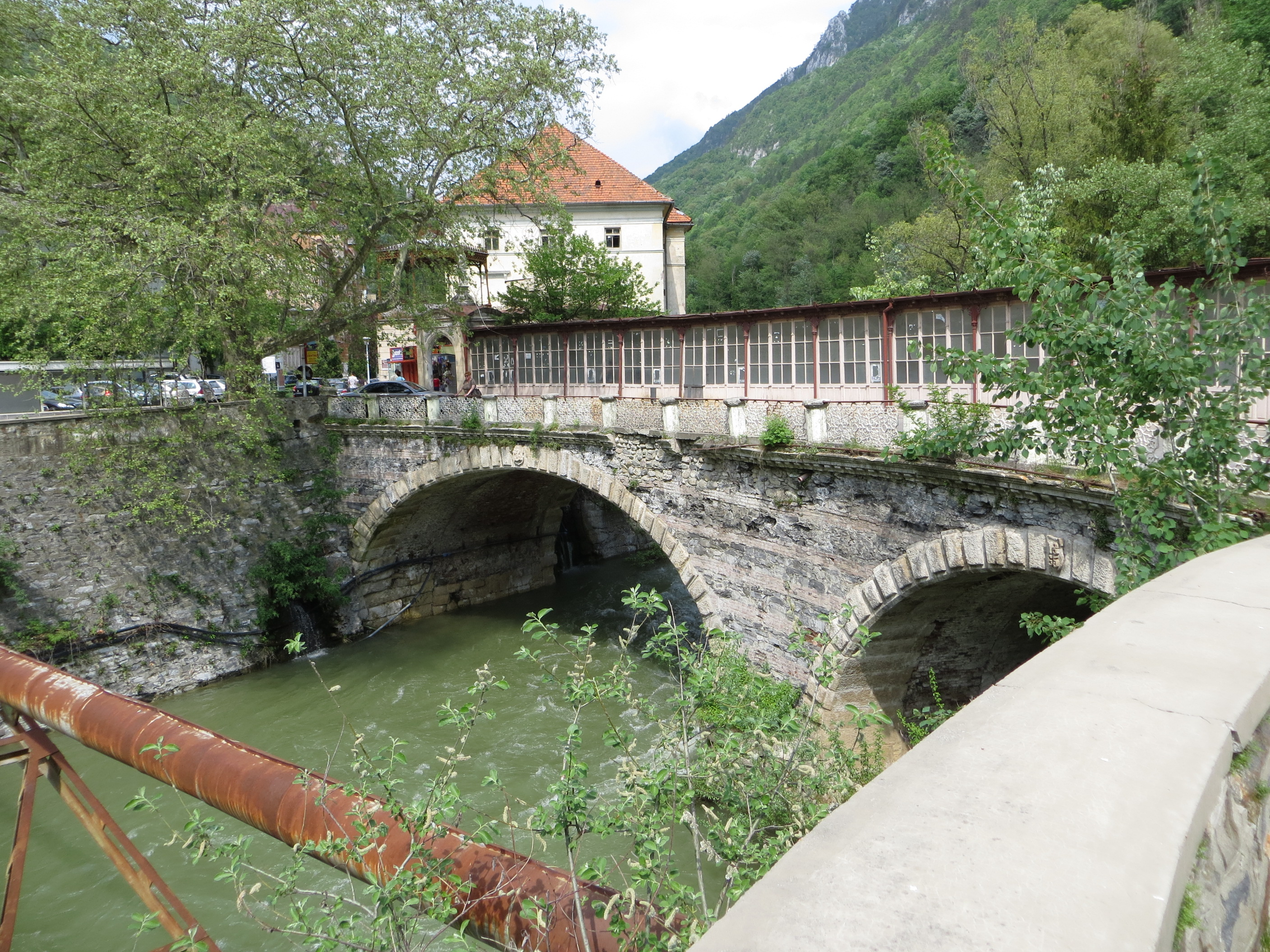
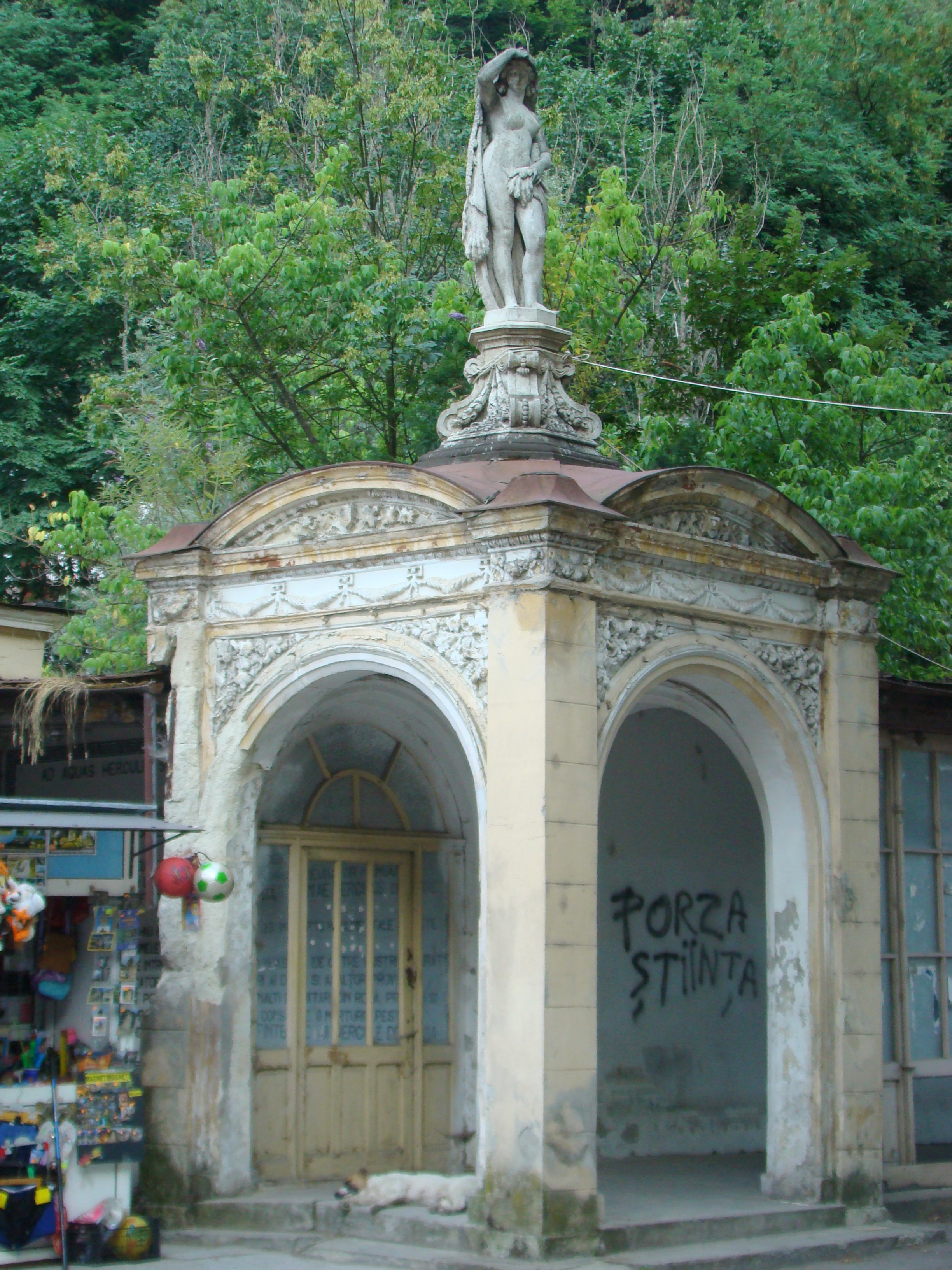
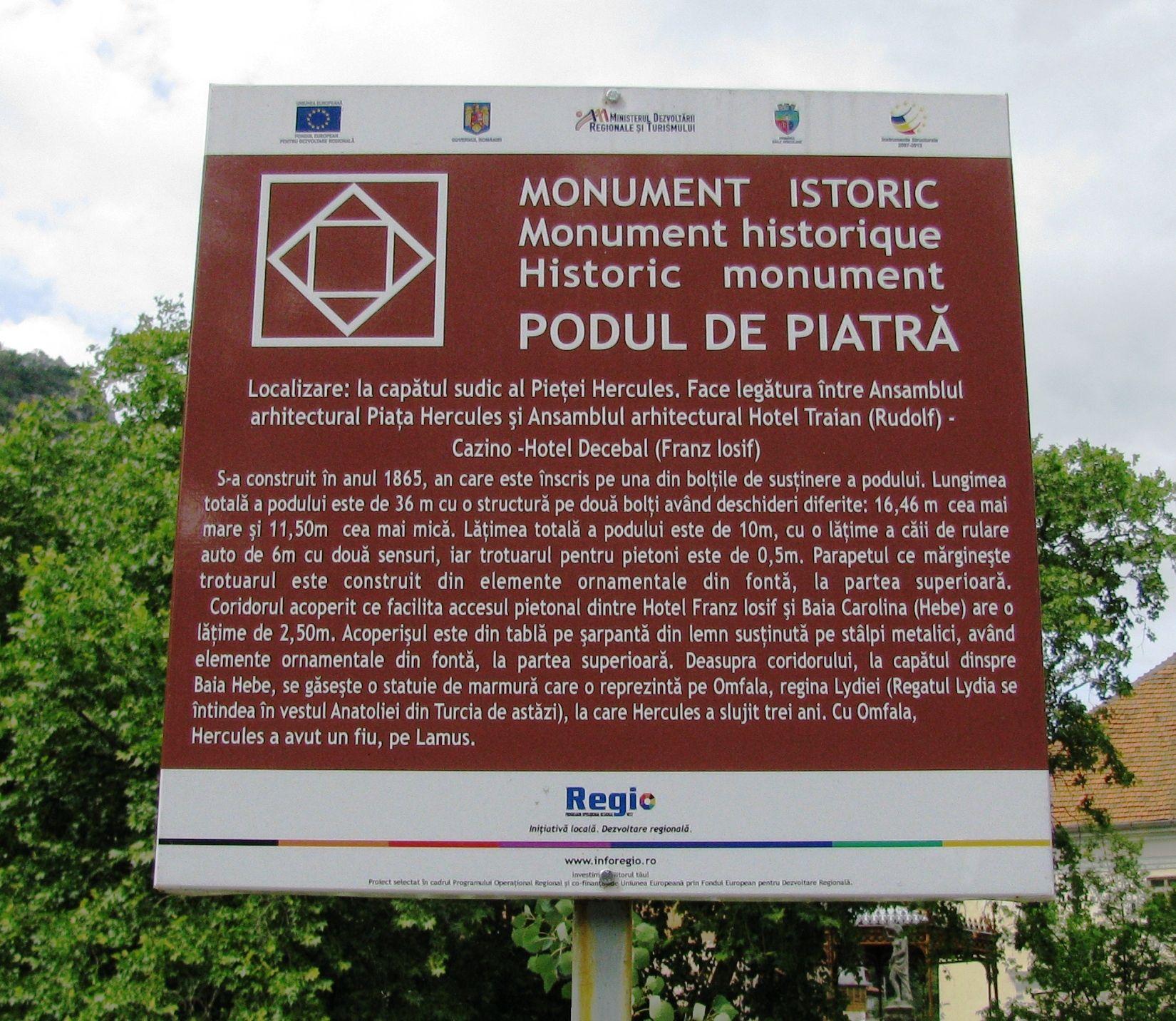
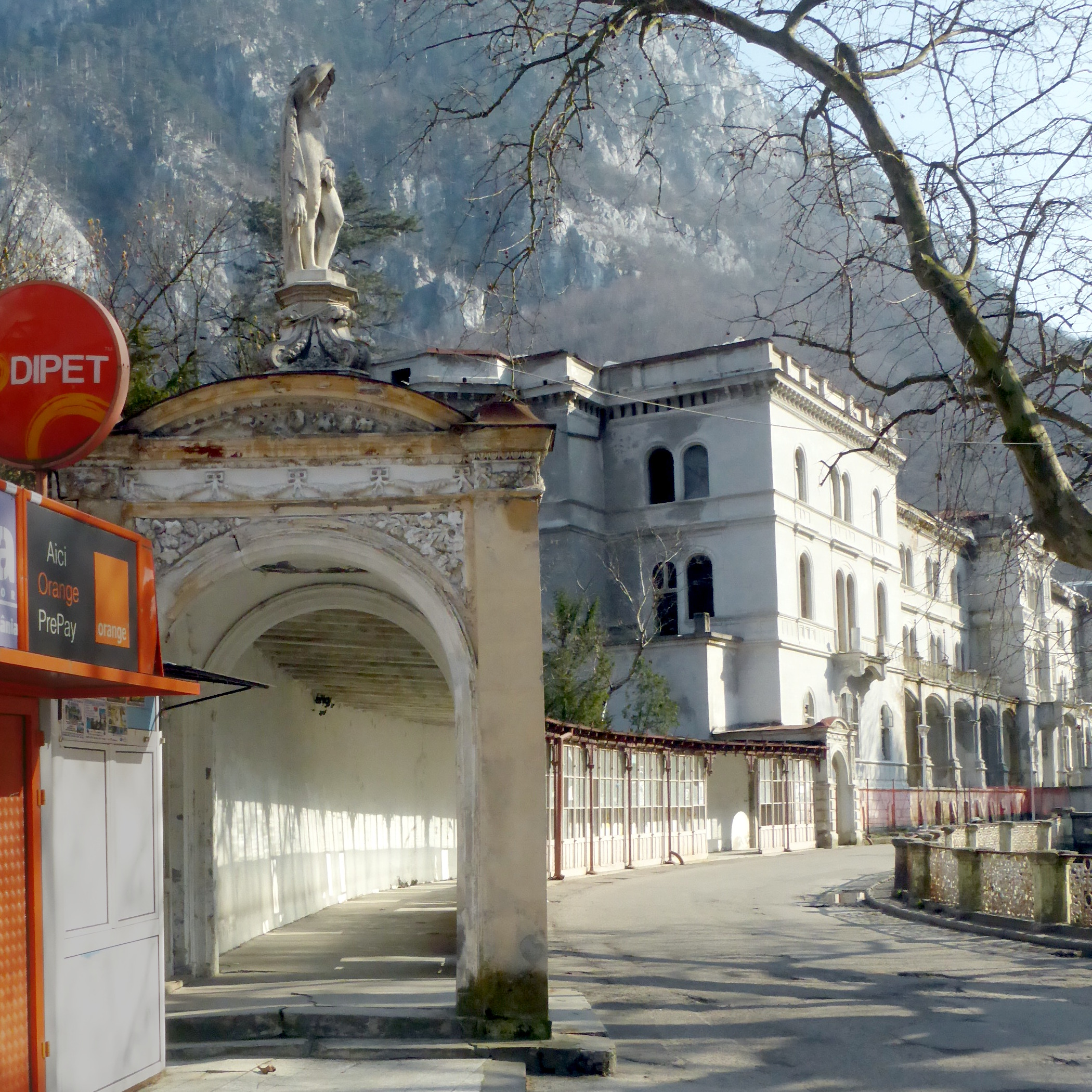
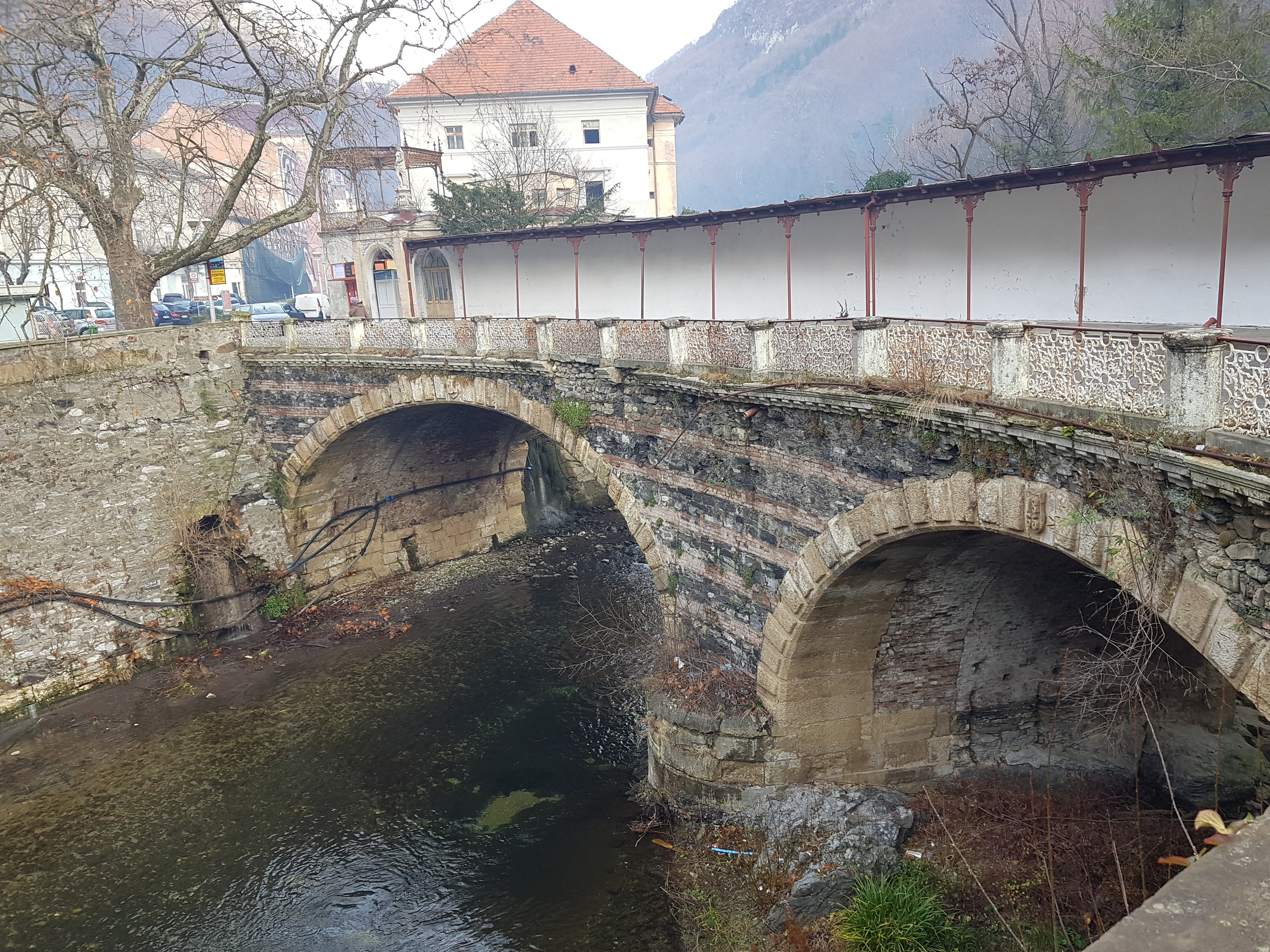
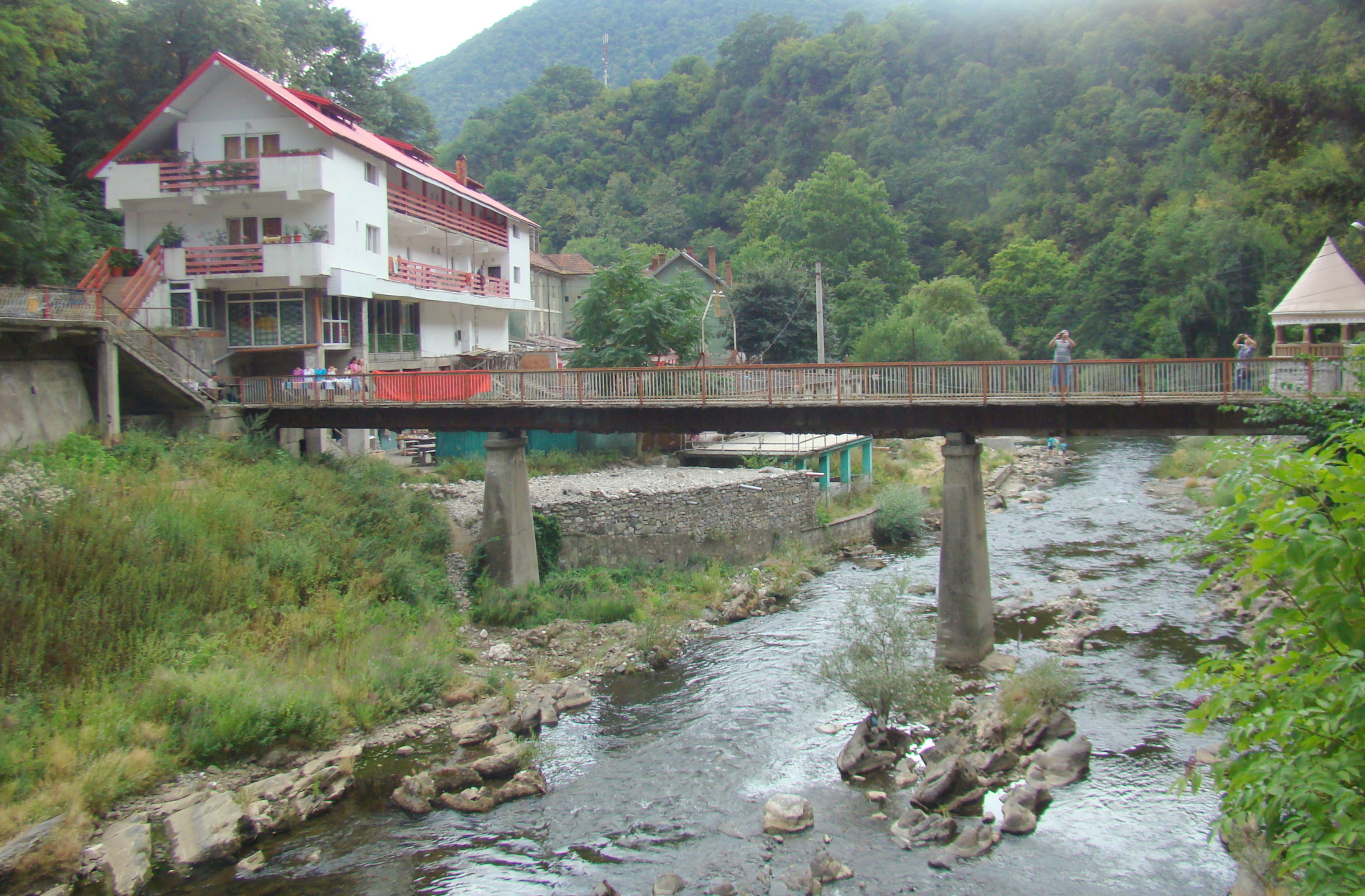
Podul Roșu